# Каспар Мемерінг
Каспар Мемерінг (нім. Caspar Memering, нар. 1 червня 1953, Бокгорст) — німецький футболіст, що грав на позиції півзахисника.
Виступав, зокрема, за клуб «Гамбург», а також національну збірну Німеччини.
Дворазовий чемпіон Німеччини, володар Кубка Німеччини, чемпіон Франції, володар Кубка Кубків УЄФА. У складі збірної — чемпіон Європи. 

## Клубна кар'єра
У дорослому футболі дебютував 1971 року виступами за команду клубу «Гамбург», в якій провів одинадцять сезонів, взявши участь у 303 матчах чемпіонату. Більшість часу, проведеного у складі «Гамбурга», був основним гравцем команди.
Протягом 1982—1984 років захищав кольори команди клубу «Бордо». За цей час виборов титул чемпіона Франції.
Завершив професійну ігрову кар'єру у клубі «Шальке 04», за команду якого виступав протягом 1984—1986 років.

## Виступи за збірну
1979 року дебютував в офіційних матчах у складі національної збірної Німеччини. Протягом кар'єри у національній команді провів у формі головної команди країни 3 матчі.
У складі збірної був учасником чемпіонату Європи 1980 року в Італії, здобувши того року титул континентального чемпіона.

## Титули і досягнення
- Чемпіон Німеччини (2):

«Гамбург»: 1978-1979, 1981-1982
- Володар Кубка Німеччини (1):

«Гамбург»:  1975-1976
- Володар Кубка німецької ліги (1):

«Гамбург»: 1972-1973
- Чемпіон Франції (1):

«Бордо»:  1983-1984
- Володар Кубка Кубків УЄФА (1):

«Гамбург»:  1976-1977
- Чемпіон Європи (1): 1980